# Institut supérieur agronomique et vétérinaire Valéry Giscard d'Estaing
L'institut supérieur agronomique et vétérinaire Valéry Giscard d'Estaing (le plus souvent abrégé ISAV, plus rarement IVGE) est une institution publique d'enseignement supérieur située à Faranah, en Guinée.

## Présentation
Fondé en 1978, l'ISAV est composé de sept départements, : 
- Département Agriculture
- Département Agro-foresterie
- Département Économie rurale
- Département des Eaux et Forêts Environnement
- Département Élevage
- Département Génie rural
- Département de la Vulgarisation agricole

L'institut porte le nom de Valéry Giscard d'Estaing, un homme d'État français.

## Ancien étudiant
- Mamady Fonfo Camara, agronome et activiste guinéen